# F&D H2O
L'F&D H2O Waterpolis Velletri è una squadra di pallanuoto femminile italiana, con sede a Velletri. Dalla stagione 2019-2020 milita nella Serie A2.

## Storia
L'F&D H2O è una società molto giovane nel panorama nazionale pallanuotistico italiano. Fondata nel 2014, guadagna subito la promozione in serie A2 per il campionato 2015-2016. Nella stagione 2016-2017 la compagine, allenata da Danilo Di Zazzo, si classifica prima nel girone Sud della A1 e viene sconfitta ai play off promozione contro la Rari Nantes Imperia. Nel 2017-2018 la squadra disputa un altro campionato di vertice, classificandosi seconda in graduatoria e qualificandosi ai play off. Le vittorie contro il Bologna (in casa 8-5 e in trasferta 7-6) e la successiva finale contro Como (6-5 in trasferta, 11-4 in casa) consentono alla squadra di approdare per la prima volta in Serie A1. Per la stagione 2018-2019 disputa le sue gare interne nella Piscina Comunale di Anzio. Dal 2019-2020 la Piscina di casa si sposta all'Evolution Fit Village, centro sportivo nel Comune di Lariano, dove l'F&D H2O Waterpolis disputa le gare interne. Dal 2019 la squadra di pallanuoto maschile milita nel campionato di serie C.

## Cronistoria
- 2015-16 - in Serie A2
- 2016-17 - 1° nel Girone Sud di Serie A2, sconfitta in finale play off dalla RN Imperia.
- 2017-18 - 2° nel Girone Sud di Serie A2. Vince i playoff contro il Como Nuoto, Promossa in Serie A1.
- 2018-19 - 9° in Serie A1, retrocessa in Serie A2
- 2019-20 - nel girone Sud della Serie A2

## Rosa 2019-2020
| N° |                   | Ruolo | Giocatore          |
| -- | ----------------- | ----- | ------------------ |
|    | Italia (bandiera) | P     | Linda Minopoli     |
|    | Italia (bandiera) | P     | Maria Meccariello  |
|    | Italia (bandiera) | P     | Gemma Mastrantoni  |
|    | Cuba (bandiera)   | D     | Daniuska Carrasco  |
|    | Italia (bandiera) | A     | Giorgia De Marchis |
|    | Italia (bandiera) | A     | Giulia Bertini     |
|    | Italia (bandiera) | A     | Ilaria Mordacchini |
|    | Italia (bandiera) | A     | Michela Bagaglini  |

| N° |                   | Ruolo | Giocatore         |
| -- | ----------------- | ----- | ----------------- |
|    | Italia (bandiera) | A     | Sara Carosi       |
|    | Italia (bandiera) | A     | Veronica De Cuia  |
|    | Italia (bandiera) | A     | Cristina Turchi   |
|    | Italia (bandiera) | CB    | Fabiana Rosini    |
|    | Italia (bandiera) | CB    | Roberta Zenobi    |
|    | Italia (bandiera) | CV    | Beatrice Clementi |
|    | Italia (bandiera) | CV    | Giulia Passaretta |
|    | Italia (bandiera) | CV    | Syria Piscopo     |

| Allenatore: | Daniele Di Zazzo | Dirigente | Ivano D'Annibale |

## Presidenti
- Francesco Perillo (dal 2013)